# 西巴吞鲁日堂区 (路易斯安那州)
西巴吞魯日堂區（英語：West Baton Rouge Parish）是美国路易斯安那州的一個堂區，東界密西西比河，面積527平方公里。根據2020年美國人口普查，共有人口27,199人。治所艾倫港（Port Allen）。本堂區成立於1807年3月31日，是該州最早成立的堂區之一；名稱來自法语「bâton rouge」（意為「紅色棍棒」），是印地安人劃分邊界的工具。